# Obala
Obalom se nazivaju sva područja na kojima kopno dolazi u doticaj s vodenim površinama.

## Vrste obale
Obala se prema vrsti vodene površine s kojom kopno dolazi u doticaj dijeli na morsku, riječnu i jezersku obalu.

### Morska obala
Morska obala je područje na kojem kopno dolazi u doticaj s morem. Morska obala može biti stjenovita, pješčana ili šljunčana. Također može biti ravna ili razvedena. Najrazvedenija obala Europe se nalazi u Norveškoj gdje su otapanjem brojnih ledenjaka u prošlosti nastali fjordovi, duboki, dugački i stjenoviti zaljevi.
Hrvatska sa svojih 1185 otoka, otočića, hridi i grebena ima drugu najrazvedeniju morsku obalu u Europi. Ukupna dužina Hrvatske obalne crte je 4398 km. Od toga na otoke otpada 3573 km, na otočiće 717 km, te na hridi i grebene 107 km.

### Riječna obala
Riječna obala je ono područje na kojem se kopno dodiruje s rijekama. Kao morske i riječna obala može biti stjenovita, pješčana ili šljunkovita ali i obrasla grmljem i stablima najčešće vrbe. Izgled riječne obale se mijenja pod stalnim abrazivnim djelovanjem rijeke koja protječe uz obalu. Riječna obala je pogodna za izgradnju naselja zbog blizine pitke vode, pa tako svi gradovi leže uz obale neke rijeke.

### Jezerska obala
Jezerska obala je područje na kojem kopno dolazi u doticaj s jezerima. I jezerska obala poput riječne može biti stjenovita, pješčana, šljunčana ili obrasla šipražjem.

## Vanjske poveznice
- Hrvatska obala i otoci